# Psycho Soldier
Psycho Soldier (яп. サイコソルジャー сайко сорудзя:, «Психо-солдат») — аркадная видеоигра в жанрах сайд-скроллера и shoot 'em up, разработанная и изданная японской компанией SNK в 1986 году. Сиквел к игре Athena того же разработчика. Psycho Soldier является первой игрой, использовавшей саундтрек с применением полностью оцифрованного вокала. В 1987 году компания Imagine Software издала версии игры для домашних компьютеров ZX Spectrum и Commodore 64 и для Amstrad CPC в 1988-м. Все версии, в том числе аркадная, были удостоены преимущественно низкой оценки, однако игра имела популярность в Японии, и её персонажи впоследствии стали появляться в других играх компании SNK.

## Сюжет и геймплей
Действие игры происходит в постапокалиптическом антураже. В аркадной версии первый игрок управляет Афиной — современным воплощением древнегреческой богини, изображённой как японская школьница с пурпурными волосами. Игра также рассчитана и на второго игрока, который может взять под контроль напарника Афины — мальчика по имени Кенсу. Игрокам необходимо пройти несколько уровней, наполненных мутантами, и победить боссов в их конце. По окончании игры во время титров Афина исполняет концерт, Кенсу играет на гитаре, и звучит вокальная композиция игры.
Игра выполнена в жанре shoot 'em up с автоматическим боковым скроллером. Персонаж движется слева направо и может перемещаться вверх и вниз по нескольким платформам, уничтожая потоки врагов. На уровнях разбросаны бонусы, которые могут дать персонажу дополнительную защиту в виде вращающихся вокруг него сфер, а также увеличить показатель его шкалы силы, при заполнении которой Афина способна превратиться в огнедышащую птицу.
Версии для домашних компьютеров близко повторяют геймплей аркадной игры, но с некоторыми изменениями из-за технических ограничений платформ. Например, в версии для ZX Spectrum, управляя Афиной, игроку необходимо пройти шесть уровней, наполненных зомби, и победить шесть боссов. Афина вооружена лазером, щитом и бомбами, количество которых можно пополнять, собирая бонусы. В версии для Commodore 64 также 6 уровней.
Psycho Soldier — это своеобразный сиквел к игре Athena того же разработчика. Кроме персонажа с одинаковым именем эти игры не имеют прямой связи. В Athena геймплей строится на приключениях богини Афины, одетой в бикини, отправившейся в путешествие по миру.

## Разработка и издание
Игра была разработана и издана японской компанией SNK в 1986 году. Psycho Soldier — первая игра, использовавшая саундтрек с применением полностью оцифрованного вокала. Из-за использования такой музыки аркадный автомат был оснащён особенной платой, нетипичной для линейки автоматов от SNK. Она представляла из себя три печатных платы, заполненных микросхемами и соединённых вместе. Для звуковых эффектов был добавлен чип YM3526, а для воспроизведения вокала — чип Y8950 с четырёхканальным ADPCM-декодером. Помимо этого аркадный автомат был оснащён тремя 4 МГц процессорами Z80. Оригинальную песню исполнила певица Каори Симидзу. При локализации на Западе песня была переведена на английский язык и исполнена другой певицей. Саундтрек, а также его нецифровая вокальная версия, были изданы на кассете и прилагались в качестве бонуса при покупке игры Athena, портированной для Famicom.
В 1987 году компания Imagine Software издала версии игры для домашних компьютеров ZX Spectrum и Commodore 64 и для Amstrad CPC в 1988-м. Разработчиком выступила команда Source Software. С 2011 года игра распространяется в США и Японии через сервис PlayStation Network, с 2014 года — в Европе.

## Оценки и наследие

### Отзывы
| Иноязычные издания | Иноязычные издания | Иноязычные издания |
| Издание            | Оценка             | Оценка             |
| Издание            | Commodore 64       | ZX Spectrum        |
| ------------------ | ------------------ | ------------------ |
| ACE                |                    | 505/1000           |
| ASM                | 33/50              | 31/50              |
| Crash              |                    | 76 %               |
| Power Play         | 25 %               |                    |
| Sinclair User      |                    | 7/10               |
| Your Sinclair      |                    | 8/10               |
| Zzap!64            | 57 %               |                    |

Обозреватель с сайта Hardcore Gaming 101 посчитал уровни аркадной версии игры слишком длинными, безвкусно выполненными, и оттого скучными и неинтересными, а некоторые бои с боссами неприятно трудными. Автор из Zzap!64 назвал её «ужасной».
Версия игры для ZX Spectrum получила сдержанные отзывы. В основном игру критиковали за скудную графику и небогатое звуковое сопровождение — в игре нет других звуков кроме выстрелов Афины. Сравнивая порт предыдущей игры Athena для ZX Spectrum, рецензенты отмечали, что продолжение получилось хуже. В оценке самого геймплея критики разошлись во мнениях. Например, по мнению автора из журнала ACE игра получилась скучной, нудной и с минимальным количеством экшена. А рецензент из Your Sinclair, несмотря на найденные им недостатки, всё же посчитал игру весёлой как типичный скроллинг-шутер.
Невысокой оценки удостоилась и версия для Commodore 64. Основным недостатком рецензенты отметили неинтересный и медленный геймплей. В оценке графики мнения разошлись. Например, авторы из Zzap!64 и Power Play посчитали её скудной, а журнал Aktueller Software Markt нашёл её достойной, особенно изображение заднего плана на уровнях.

### Влияние
Несмотря на то, что за рубежом игра большой известности не получила, она была популярна в Японии, и впоследствии Афина и Кенсу стали неизменными персонажами серии файтингов The King of Fighters от SNK как часть боевой команды Psycho Soldier. В каждой игре музыкальная тема их команды меняется. Как правило это различные аранжировки песни из аркадной версии игры. Также Афина была центральным персонажем квеста Athena: Awakening from an Ordinary Life для PlayStation и получила несколько камео в различных играх от SNK.